# Willard McDaniel
Willard McDaniel (Missouri (staat), 12 maart 1877 – Pomona (Californië), 1965) was een Amerikaanse jazz- en r&b-pianist, die werkte in het muziekcircuit van Los Angeles.

## Biografie
McDaniel begon op jonge leeftijd met pianospelen. Vanaf het midden van de jaren 1930 woonde hij in Californië, waar hij speelde met Roy Milton. Vanaf het midden van de jaren 1940 werkte hij samen met Red Callender en Irving Ashby en in de daaropvolgende jaren begeleidde hij de vocalisten Joe Alexander, Ernestine Anderson, Percy Mayfield, T-Bone Walker (T Bone Shuffle, Midnight Blues, #11 in de r&b-hitlijst), Meredith Howard, Micky Cooper, Jimmy Witherspoon, Pearl Traylor, Gene Parrish, Helen Humes, Jimmy Nelson, Roy Hawkins, Smokey Hogg en Donna Hightower bij plaatopnamen.
In 1952 kreeg hij de eerste kans om de nummers Ciribiribin Boogie en Blues voor Mimi (#424) op te nemen in trio (met Al Morgan, bas en Bill Streets, drums) voor Specialty Records, gevolgd door singles als Blues on the Delta (#415). Hij nam andere nummers op voor Crown Records in 1953/1954 (waaronder de singles Your Feet's Too Big/I'm Waiting for Ships (#101), The Curse of an Aching Heart/My Sin (#107), If I Had My Life To Live Over (#117), Baby Be Good/Only A Fool (#129), deels met een uitgebreide bezetting met Milt Bernhart, Vido Musso, Bumps Myers, Jewell Grant en Maxwell Davis, met wie ook begin 1959 McDaniels laatste opnamesessie was (Music By Lionel Hampton and Others, Crown)). In 1958 werd McDaniels enige lp 88 a la Carte uitgebracht bij het label. Op het gebied van jazz en r&b was hij tussen 1945 en 1959 betrokken bij 50 opnamesessies, waaronder met Vido Musso (The Swingin'st).

## Overlijden
Willard McDaniel overleed in 1965 op 88-jarige leeftijd.
- MusicBrainz: d2f7a400-af2f-4794-93c4-638bdad32c65
- Virtual International Authority File: 76536510